# 크로이츠펠트-야코프병
크로이츠펠트-야코프병(Creutzfeldt-Jakob Disease, CJD)은 매우 희귀한 퇴행성 신경성 질환으로, 치료법은 없으며 일단 발병하면 반드시 사망하는 치명적인 질환이다. 인간 광우병이라고 부르는 병은 이의 변형인 변종 크로이츠펠트-야코프병(variant CJD, vCJD)이다.
이 병은 1920년경 독일의 신경학자 한스 게르하르트 크로이츠펠트와 알폰스 마리아 야코프가 처음 언급하였다.

## 원인
전염 가능한 해면상뇌증은 프리온 단백질의 변형에 의해 발생한다. 프리온 단백질에 관련된 다른 병으로는 사람에게 발생하는 게르스트만-슈트로이슬러-샤인커병(GSS), 치명적 가족성 불면증(FFI), 쿠루병, 소에게 발생하며, 흔히 광우병으로 불리는 소해면상뇌증(BSE), 엘크나 사슴에 발병하는 만성 소모성 질환(CWD), 양에 발생하는 스크래피가 있다.
프리온 단백질은 최소한 두 가지의 이형(conformation)이 있다. 정상 프리온 단백질(PrPC)은 물에 녹으며 건강한 세포 안에 있다. 2007년 기준으로, 생물 속에서 이들의 역할은 막을 통과하는 운송이나 신호를 주고받는 역할로 알려져 있다. 변형 프리온 단백질(PrPSc)은 물에 잘 녹지 않으며 감염력이 있어 전염 가능한 해면상뇌증을 일으킨다.
유전적인 돌연변이로 변형 프리온 단백질을 생성하여 CJD에 걸릴 수도 있으며, 이는 전체 CJD의 5-10% 정도이다.
변형 프리온 단백질이 위험한 이유는 자연 단백질이 다시 접히도록 하여(refolding) 병적인 단백질을 만들 수 있다는 것이다. 잘못 접힌 단백질 분자는 기하급수적으로 늘어나 감염된 세포에 녹지 않는 프리온을 형성한다. 이러한 잘못 접힌 단백질 집단은 세포 기능을 파괴하며 세포를 죽인다. 변형 프리온 단백질은 정상 단백질의 알파 나선 부분(alpha helical region)을 베타 판(beta plated sheets)으로 바꾼다.
프리온의 발견으로 스탠리 프루시너(Stanley B. Prusiner)는 1997년 노벨 생리학상을 받았다. 십수년 동안 예일 대학교의 신경병리학자 로라 마누엘리디스는 이를 규명하기 위해 연구중이다. 2007년 1월 그의 연구팀은 《Proceedings of the National Academy of Science》에서 출간한 논문에서 스크래피에 감염된 세포와 인간 CJD항원에 감염된 쥐의 세포중 10% 미만에서 바이러스와 유사한 입자를 발견했다고 보고했다.

## 증상
이 병의 증상은 급속히 진행되는 치매로, 기억력 감퇴, 인격 변화, 환각 증상, 언어능력 저하를 일으킨다. 균형감각 장애, 진전같은 증상을 보인다. 병의 진행 기간은 변화가 있지만, 몇 개월 또는 몇 주 만에 치명적인 수준에 도달할 수도 있다.
증상의 원인은 뇌에 존재하는 프리온 단백질의 변형으로 인해 뇌의 신경세포가 기능을 상실하는 것이며, 이 때문에 현미경으로 관찰하면 환자의 뇌에 작은 구멍이 관찰된다.

## 진단
급속히 진행되는 경련을 동반한 치매 등의 전형적인 임상적 증상과 징후가 있을 때에는 크로이츠펠트-야코프병을 의심할 필요가 있다. 진단을 돕기 위해 다음과 같은 심층 조사가 행하여질 수 있다.
- 뇌파측정(Electroencephalography) — 특정한 삼단계의 스파이크가 나타난다
- 척수액(Cerebrospinal fluid)검사를 통해 14-3-3 단백질 분석
- 두뇌 MRI — 가끔 미상핵(caudate nucleus)과 피각(putamen)의 T2-가중 이미지에 신호강도가 높게 나온다.

확산강조영상(DWI)이 가장 민감한 측정을 할 수 있다. DWI의 24%는 피질의 고강도 신호를 보이고, 68%에서 피질과 피질하에서 이상을 보이며, 5%에서는 피질하에서만 이상을 보인다.
시상(視床, thalamus)의 개입은 sCJD에도 발견되지만 vCJD에서 더 크게 작용한다.
CJD를 판별하는 것은 언제나 논란이 되고 있다. 진찰은 증상에 대한 임상, 물리적인 진찰로 이루어져 왔다. 최근 연구 결과에 의하면 NSE(Neuron-specific enolase)의 종양 마커가 CJD에서도 제기되고 있다.
자발적으로 발생한 CJD환자의 1/3은 두개근육과 비장(脾臟, spleen)에 "프리온 단백질(스크래피)" PrPSc이 축적되는 것을 관찰할 수 있다. vCJD의 진단은 편도선이 변형 프리온 단백질(PrPSc)을 많이 축적할 수 있기 때문에 이의 생검을 통해서 보강될 수 있다. 그러나 뇌조직 생검이 가장 확실한 테스트방법이다.
- 임상 특징[4]

| 특징                                                                                         | CJD                  | 변형 CJD                                                           |
| -------------------------------------------------------------------------------------------- | -------------------- | ------------------------------------------------------------------ |
| 사망 연령 중간값                                                                             | 68세                 | 28세                                                               |
| 발병기간 중간값                                                                              | 4-5 개월             | 13-14 개월                                                         |
| 임상 증상                                                                                    | 치매; 이른 신경 징후 | 눈에 띄는 정신적/행동 증상; 고통이 따르는 감각장애; 만성 신경 징후 |
| 뇌파의 주기적인 뾰족파                                                                       | 가끔 있음            | 가끔 없음                                                          |
| 확산강조와 FLAIR(fluid attenuated inversion recovery) MRI에서 미상핵과 피각에서의 고신호강화 | 종종 발견됨          | 종종 발견되지 않음                                                 |
| MRI에 시상베게 신호(Pulvinar sign)                                                           | 보고되지 않음        | 75% 이상 존재                                                      |
| 뇌조직의 면역조직화학적 염색                                                                 | 축적량 변동 있음     | 프로테아제에 저항성을 갖는 프리온 단백질의 현저한 축적             |
| 병원체가 림프조직에 존재                                                                     | 쉽게 검출되지 않음   | 쉽게 검출됨                                                        |
| 프로테아제에 저항성을 갖는 프리온 단백질의 immunoblot 분석에서 당형태(glycoform) 증가        | 보고되지 않음        | 프로테아제에 저항성을 갖는 프리온 단백질의 현저한 축적             |
| 뇌조직에 아밀로이드 반점들 존재                                                              | 있을 수 있음         | 있을 수 있음                                                       |

- T2-와 확산강조영상, MRI(핵자기공명화상진단장치)의 유체감쇄반전회복 계열(sequence)에서의 후측시상의 비정상적인 신호 - 고유의 임상적 정황으로는, 이러한 신호는 변종 크로이츠펠트-야코프병(vCJD)에 고유한 특성에 해당된다.[5]

## 치료
현재 이 병에 대한 치료법은 없으며, 그 연구가 진행 중이다. 실험적인 치료법이 2003년 1월부터 북아일랜드의 십대 조나단 심스에게 이루어졌다. 방광염(interstitial cystitis)을 치료하는 약인 다황화펜토산(pentosan polysulphate, PPS)이라는 약을 환자의 뇌 속에 있는 공동(ventricular system)에 투여한 것이다. PPS는 병의 진행을 막지 못했고, 뇌 기능과 조직이 점점 소멸되었다. 그러나 다른 치료할 수 없었던 병들 일부의 진행을 늦출 수 있었다고 보며, 기존의 환자 7명의 평균 생존 기간보다 생명이 조금 연장되었다. 영국 보건부의 CJD 연구 자문 위원회(CJD Therapy Advisory Group)는 이에 대한 자료가 충분하지 못하며 PPS가 효과적인 치료가 되지 못하며, 동물에 대한 심층적인 연구가 필요하다고 제안했다. 이 치료에 대한 2007년도 연감은, 26명의 환자에 대해 PPS가 효과가 있는지를, 판단 기준이 없기 때문에 판단할 수 없다고 보고했다.
과학자들은 RNA 간섭을 통해 쥐의 스크래피(scrapie)의 진행을 줄일 수 있을지 여부를 연구해왔다. 이 치료법은 CJD에서도 프리온 단백질이 변형되는 것을 억제할 수 있다고 본다. 그러나 당장 인간 치료에 적용될 수는 없다.
암포테리신 B(amphotericin B)와 독소루비신(doxorubicin)이 CJD를 억제할 수 있는지에 대한 연구가 있었으나 효과가 있다는 증거는 없다. 다른 의약품에 대한 연구가 진행되고 있지만, 효과적인 결과는 아직 없다. 마리화나를 이용한 연구도 진행 중이다.

## 감염
결함이 있는 단백질은 인간의 성장 호로몬(hGH), 각막 이식, 경막 이식, 전극(electrode) 주입을 통하여 전염될 수 있다(iCJD). 물려받을 수도 있으며(fCJD), 환자에게 처음 나타난 것일 수도 있다(sCJD). 유전적인 형태로서, 프리온 단백질에 돌연변이가 일어나기도 한다. 크로이츠펠트-야코프병의 10 ~ 15%는 물려받은 것이다. (CDC)

### 채혈 제한
2004년 의학 저널인 《Lancet》에 발표된 논문에서 변형 프리온이 수혈을 통해 전염될 수 있음을 제시하였다. 이 발견은 크로이츠펠트-야코프병이 빠르게 확산될 수 있음을 경고하였으나, 혈액 기증자가 감염되었을 때에 변형 프리온이 잠복하게 되는지의 여부를 가리는 실험은 없었다.
이에 대한 반향으로 영국, 미국, 오스트레일리아, 싱가폴, 캐나다, 덴마크, 스위스, 대한민국 등의 나라에서는 1980년부터 1996년까지 영국(또는 유럽)에서 수 개월 이상 체류한 이들로부터는 채혈을 금하고 있다.
대한적십자사 혈액관리본부  가 밝히고 있는 크로이츠펠트-야코프병 관련 채혈 제한사항은 다음과 같다.
| 대상지역 | 대상지역           | 대상국가 | 기간                  | 거주 또는 체류기간 |
| -------- | ------------------ | --- | --------------------- | ------------------ |
| 영국     | 영국               | 본토, 북아일랜드, 스코틀랜드, 웨일즈, 맨섬, 채널제도, 지브롤터 | 1980년부터 1996년까지 | 1개월 이상         |
| 영국     | 영국               | 본토, 북아일랜드, 스코틀랜드, 웨일즈, 맨섬, 채널제도, 지브롤터 | 1997년부터 현재까지   | 3개월 이상         |
| 프랑스   | 프랑스             | 프랑스 | 1980년부터 현재까지   | 5년 이상           |
| 유럽     | 광우병 발생 국가   | 그리스, 덴마크, 체코, 슬로바키아, 슬로베니아, 핀란드, 폴란드, 룩셈부르크, 리히텐슈타인, 오스트리아, 스위스, 스페인, 독일, 포르투갈, 이탈리아, 네덜란드, 벨기에, 아일랜드                     | 1980년부터 현재까지   | 5년 이상           |
| 유럽     | 위험성이 높은 국가 | 안도라, 알바니아, 크로아티아, 산마리노, 헝가리, 노르웨이, 불가리아, 보스니아-헤르체고비나, 루마니아, 마케도니아, 모나코, 아이슬랜드, 바티칸, 유고슬라비아(세르비아-몬테네그로), 말타, 스웨덴 | 1980년부터 현재까지   | 5년 이상           |

## 같이 보기
- 광우병 (소해면상뇌증)
- 치명적 가족성 불면증
- 프리온 질병
- 프리온
- 의인성 크로이츠펠트-야코프병(iCJD, iatrogenic CJD)